# アルノルト・ファン・エフモント
アルノルト・ファン・エフモント（Arnold van Egmont, 1410年7月14日 - 1473年2月23日）は、ドイツ＝オランダ系のゲルデルン（ヘルレ）公（在位：1423年 - 1465年、1471年 - 1473年）。

## 生涯
エフモント領主ヤン2世とその妻のマリア・ファン・アルケル（Maria van Arkel, 1385年頃 - 1415年）の間の長男として生まれた。母方の祖母ヨハンナがユーリヒ＝ゲルデルン公ライナルトの妹だったため、1423年に大伯父ライナルトが死ぬと、13歳でゲルデルン公爵家の家督を継いだ。神聖ローマ皇帝ジギスムントはユーリヒを相続したベルク公アドルフ7世にゲルデルンをも受け継がせようとしたが、アルノルト側はゲルデルン公領の等族に特権の拡大を約束することで支持を獲得し、またブルゴーニュ公フィリップ3世（善良公）の支持も取り付けて、公領の支配権を守った。1430年にはフィリップ善良公の姪にあたるカタリーナ・フォン・クレーフェと結婚した。
しかしユトレヒト司教領の支配をめぐってフィリップ善良公と対立し、善良公はゲルデルンの有力諸都市と同盟を結んでアルノルトに脅しをかけた。1465年、善良公に操られた息子アドルフによって公爵位を奪われ、幽閉された。1471年、善良公の後継者ブルゴーニュ公シャルル（突進公）はアドルフと決裂し、今度はアドルフを幽閉した。代わりに解放されたアルノルトは、1472年に公領の法律および反ブルゴーニュ的な諸都市の意思に反して、公領を突進公に対して30万ライン・フローリンで抵当に入れた。翌1473年のアルノルトの死とともに、ゲルデルンはブルゴーニュ公領の一部に加えられた。

## 子女
1430年1月26日にクレーフェにおいて、クレーフェ＝マルク公アドルフ1世の娘カタリーナと結婚し、間に2男3女の計5人の子女をもうけた。
- マリア（1432年 - 1463年） - 1449年、スコットランド王ジェームズ2世と結婚
- ウィレム（1434年）
- マルハレータ（1436年 - 1486年） - 1454年、プファルツ＝ジンメルン公フリードリヒ1世と結婚
- アドルフ（1438年 - 1477年） - ゲルデルン公
- カタリーナ（1439年 - 1496年） - ゲルデルン公領摂政

他に8人（4男4女）の庶子をもうけている。